# پروپارژیل کلرید
پروپارژیل کلراید یک ترکیب آلی با فرمول HC۲CH۲Cl است. این ماده به صورت مایعی بی‌رنگ و اشک‌آور است. پروپارژیل کلرید یک عامل آلکیله کننده است که در سنتز آلی استفاده می‌شود.

## همچنین ببینید
- آلیل کلرید
- پروپارژیل
- پروپارژیل الکل